# Famille de Goulaine
 (août 2021).
Si vous disposez d'ouvrages ou d'articles de référence ou si vous connaissez des sites web de qualité traitant du thème abordé ici, merci de compléter l'article en donnant les références utiles à sa vérifiabilité et en les liant à la section « Notes et références ».
La famille de Goulaine est une famille noble bretonne d'extraction chevaleresque sur preuves de 1304.

## Histoire
La famille de Goulaine est une famille bretonne d'extraction chevaleresque.
Au cours des Guerres de religion, les Goulaine ont combattu dans les rangs de la Ligue catholique : Gabriel, sieur de Goulaine, à la tête de cinquante lanciers, et son frère Jean, baron du Faouët, ont conquis le château de Trogoff (Plouescat) et celui de Kérouzéré (Sibiril) en 1590.
La seigneurie de Goulaine (Goulaine regroupe alors Basse-Goulaine et Haute-Goulaine, le marquisat, d'une superficie de 30 000 hectares, comprenant également notamment Saint-Fiacre-sur-Maine et La Remaudière) est érigée en marquisat en faveur de Gabriel de Goulaine par le roi Henri IV.[réf. nécessaire]
Régis Valette dans Catalogue de la noblesse française subsistante écrit que cette famille prouve sa noblesse depuis l'année 1304.

## Personnalités
- Louise de Goulaine, décédée le 8 février 1567 à Champeaux, mariée le 15 septembre 1528 avec Guy III d'Espinay ; leurs tombeaux se trouvent dans la Collégiale Sainte-Marie-Madeleine de Champeaux et ils sont aussi représentés sur des vitraux de ladite collégiale.[réf. nécessaire]
- Samuel de Goulaine, gentilhomme calviniste, député des églises réformées de Bretagne au synode de Charenton, en 1644-1645.[réf. nécessaire]
- Robert de Goulaine (1933-2010), écrivain, producteur de muscadet, maire de Saint-Étienne-de-Corcoué puis de Corcoué-sur-Logne, conseiller général du canton de Legé de 1964 à 1976.

### Les ecclésiastiques
- Anne de Goulaine (1600-1653) en religion Mère Anne de Jésus Crucifié, prieure de l'abbaye moniale bénédictine des Filles du Calvaire à Morlaix, mystique portant selon la tradition les stigmates de la Passion du Christ et visionnaire extatique de la Vierge Marie à plusieurs reprises, qui est intervenue à ce titre auprès de Richelieu et de Louis XIII en vue de consacrer le royaume de France au culte marial, ce qui fut reconnut par le Voeu de Louis, édit royal du 10 février 1638 signé en son Château de Saint Germain en Laye après approbation du Parlement de Paris[4]; décédée à Paris le 4 septembre 1653 au couvent des Filles du Calvaire à Paris[5], elle fut déclarée bienheureuse de l'Eglise ultérieurement.[réf. nécessaire]
- Baudouin de Goulaine (-1574), abbé commendataire de Saint-Gildas-des-Bois, mort assassiné.[réf. nécessaire]

### Les militaires
- Gabriel de Goulaine, officier général[réf. nécessaire], principal noble breton[réf. nécessaire] du parti du duc de Mercœur lors de la guerre de la Ligue et lieutenant des hommes d'armes de César de Bourbon, duc de Vendôme. Il est fair chevalier de l'ordre du Saint-Esprit en première promotion.
- Jean de Goulaine, frère de Gabriel de Gouaine, baron du Faouët, lui aussi chef ligueur.[réf. nécessaire]

### Les politiques
- Geoffroy de Goulaine (1844-1913), sénateur du Morbihan
- Marie-Henri-Donatien-Alphonse de Goulaine (1840-1922), maire de Saint-Étienne-de-Corcoué, conseiller général du canton de Legé de 1886 à 1922, vice-président du conseil général de la Loire-Inférieure.[réf. nécessaire]
- Mathieu de Goulaine (1901-1955), maire de Saint-Étienne-de-Corcoué, conseiller général du canton de Legé de 1931 à 1940.[réf. nécessaire]

### Galerie de portraits

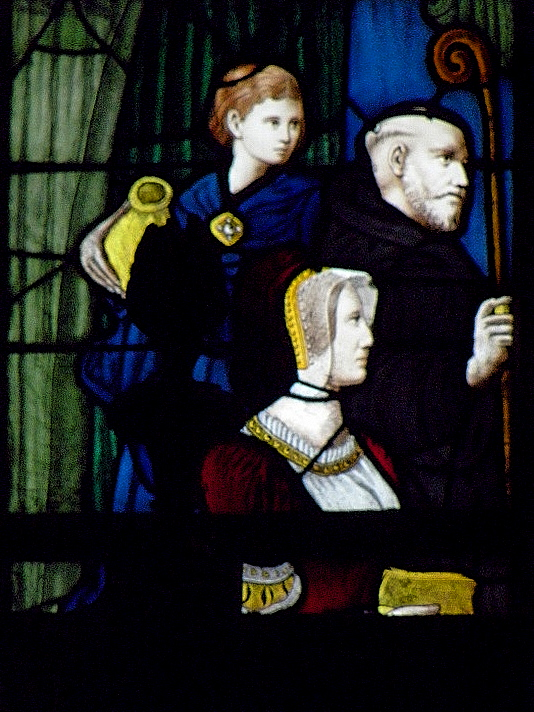
Louise de Goulaine. Détail de la maîtresse-vitre de la Collégiale Sainte-Marie-Madeleine de Champeaux
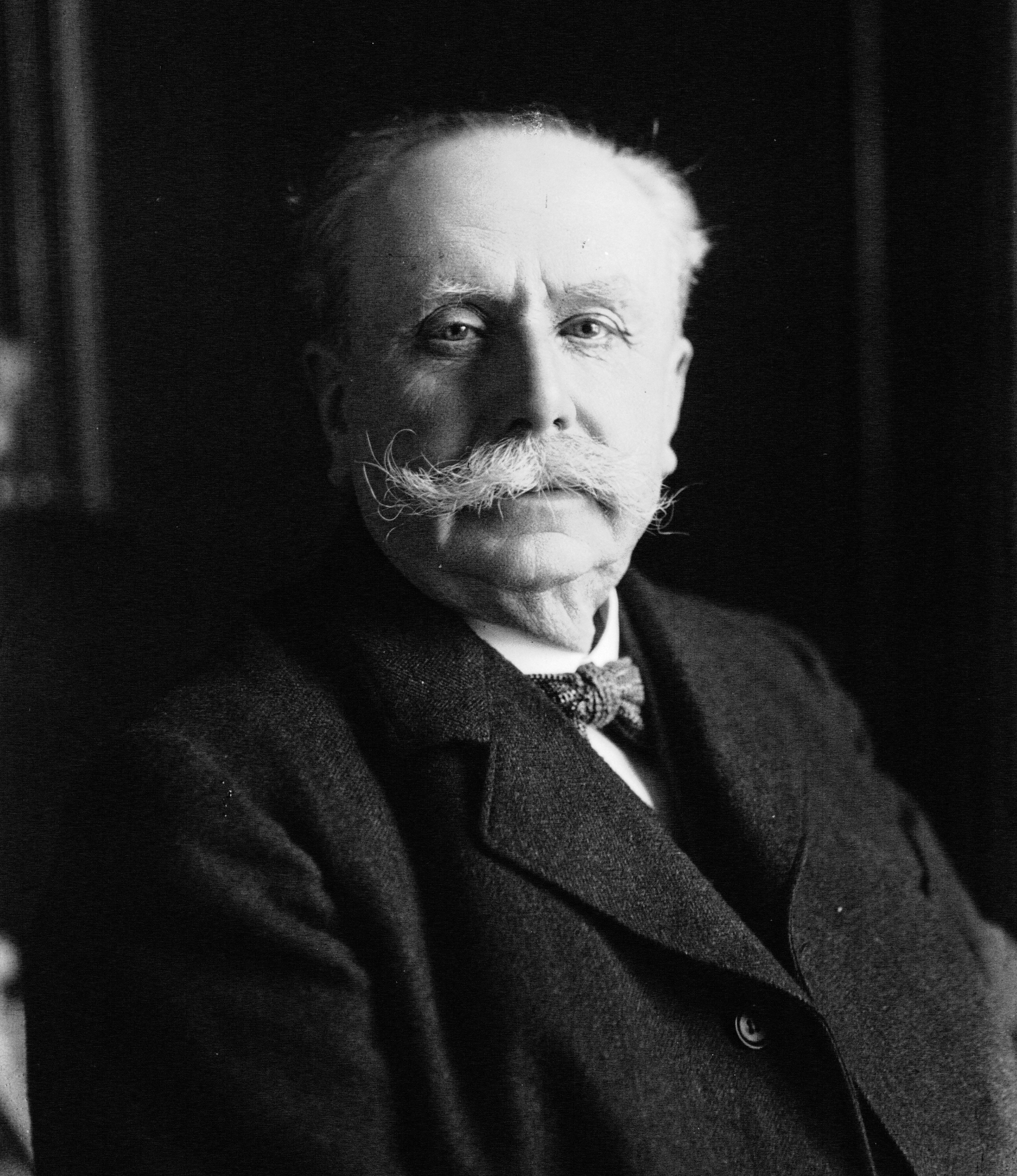
Geoffroy de Goulaine (1844-1913)

## Marquis de Goulaine
Le titre de marquis de Goulaine est créé en 1621 par Louis XIII. Le titre est porté aujourd'hui par Mathieu de Goulaine (né en 1965), 12e marquis de Goulaine.[réf. nécessaire]

### Autres titres
- Vicomte de Rezé[réf. nécessaire]
- Baron du Faouët[réf. nécessaire]

## Alliances notables
Les principales alliances de la famille sont : de La Jaille, de Machecoul, de Laval, de Sesmaisons, de Carné, d'Espinay, de Beauvau, de Montjean, de Rochechouart de Mortemart, de Rosmadec, de Bruc, de Plœuc, de Bretagne d'Avaugour, de Cornulier, du Chastel de Mezle, de Francheville, di Gattinara, du Chaffault, Raguenel, de Rougé, de Béjarry, de Tinguy, de Buor, de Baudry d'Asson, de Mailly-Nesle, de Thibaut de La Rochethulon, Lanjuinais (1900F), de Becdelièvre, de Polignac, de Béthune-Sully (1867), Bonnin de La Bonninière de Beaumont, de Voyer de Paulmy d'Argenson (1926), d'Harcourt (1948), de Poulpiquet du Halgouët, du Pré de Saint-Maur, Roulleaux-Dugage, de Perrien de Crenan, Le Gras du Luart (1935), Villedieu de Torcy (1982), Osy de Zegwaart, Rouillé d'Orfeuil, de Carayon-Latour, de Benoist, Claret de Fleurieu, Roullet de La Bouillerie, de La Bourdonnaye, Carrelet de Loisy (2015).

## Châteaux, seigneuries, terres
- Château de Goulaine
- Château du Faouët
- Château de Coat-Couraval
- Château du Bois-Cornillé
- Château de Pordor
- Hôtel de Goulaine de Harrouys
- Château de Saudecourt (en Louvigné-de-Bais)
- Domaine de Kerlivio
- Château de la Grange (en Corcoué)
- Château du Loroux-Bottereau
- Château de la Berrière

## Pour approfondir